# Kirche Seifersdorf (Dippoldiswalde)

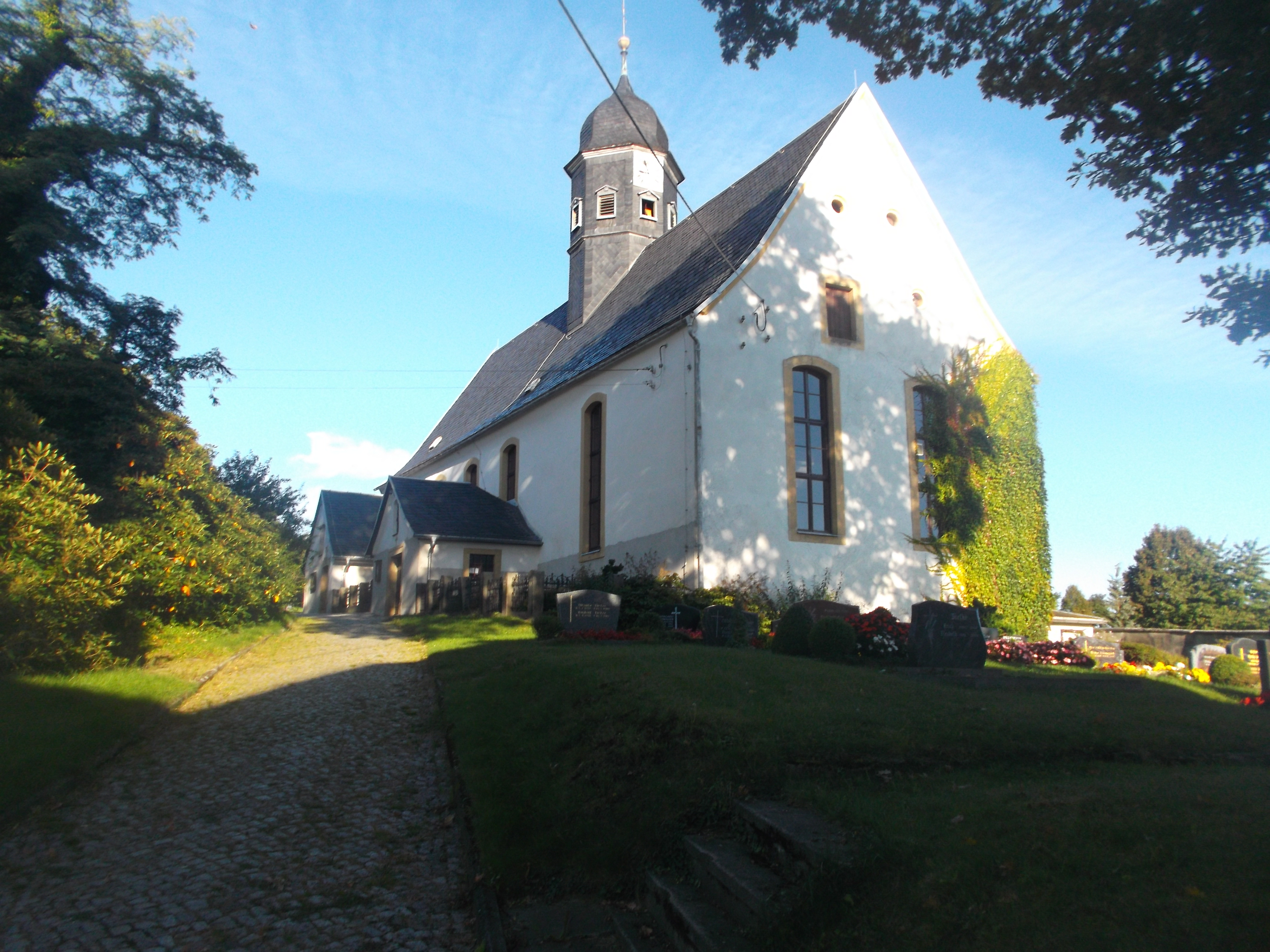
Kirche Seifersdorf

Die Kirche Seifersdorf in Seifersdorf bei Dippoldiswalde ist eine einschiffige, romanisch-barocke Kirche und befindet sich in der Mitte des gleichnamigen Dorfes. Sie gehört zum Kirchspiel Kreischa-Seifersdorf in der Evangelisch-Lutherischen Landeskirche Sachsens.

## Geschichte

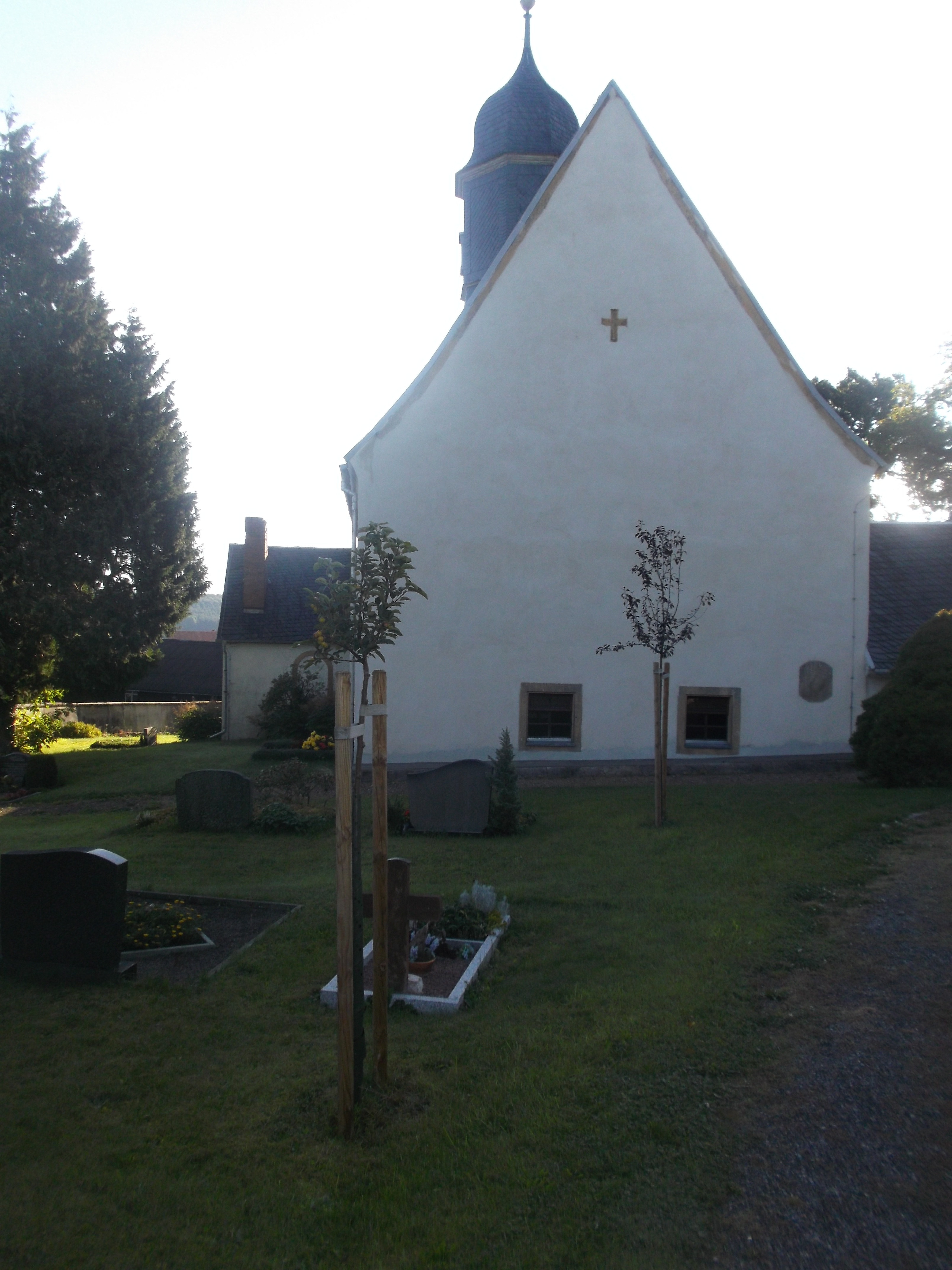
Friedhofsgiebel

Die Kirche wurde erstmals in der Gründungsurkunde von Seifersdorf vom 4. Juli 1282 erwähnt, als für die von Otto II. Burggraf von Dohna für seine in Altzella ruhenden Vorfahren in der jährlichen Seelenmesse 1½ Pfund Freiberger Münze eingenommen wurde. Am 20. Juli 1312 schenkte derselbe Burggraf das Kirchlehen dem Kloster Altzella, im Jahre 1346 wird die Kirche unter den 17 Kirchspielen des Kirchkreises Dippoldiswalde in der Meißener Kirchprovinz Nisan erwähnt.

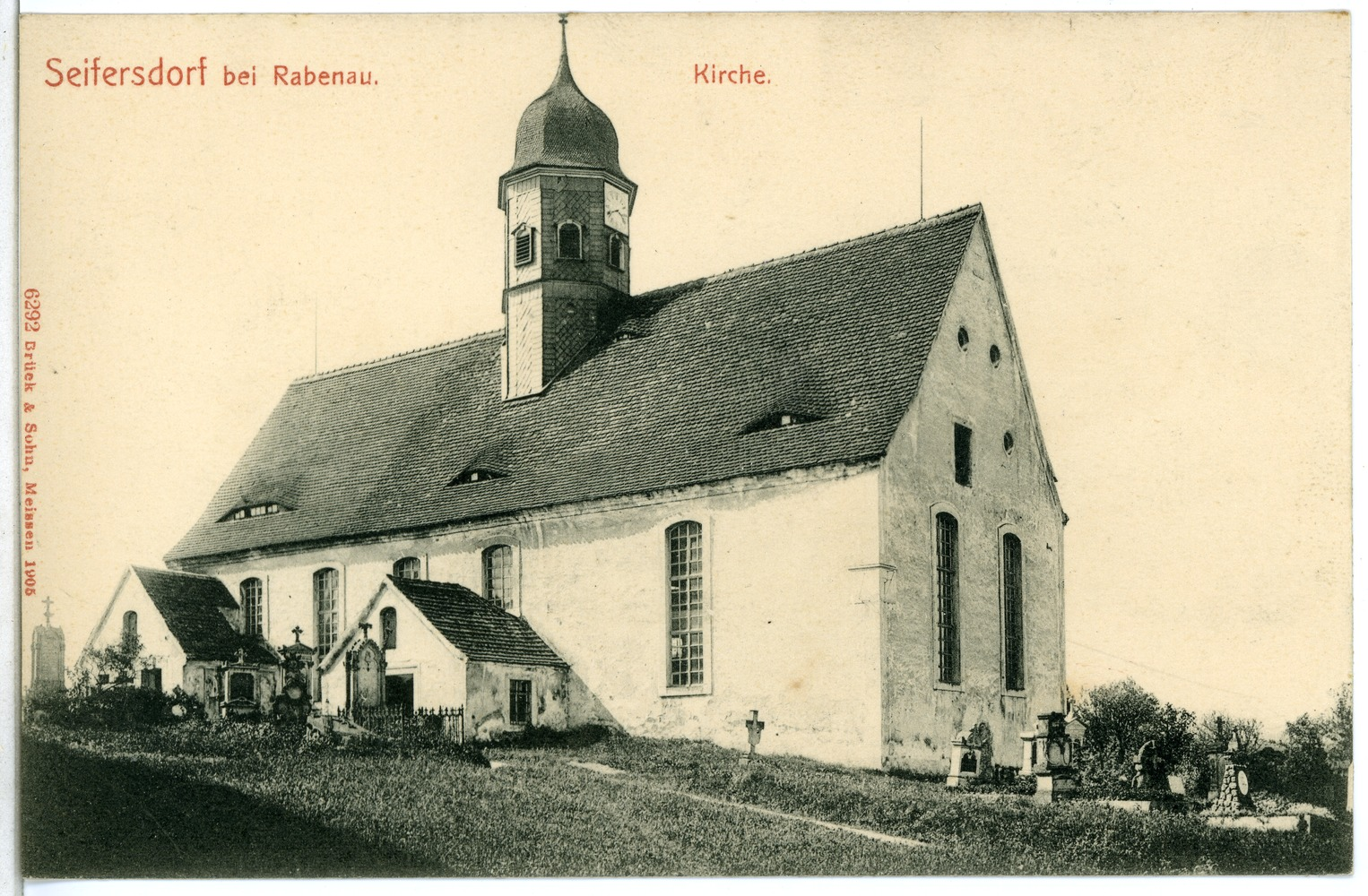
Kirche im Jahre 1905

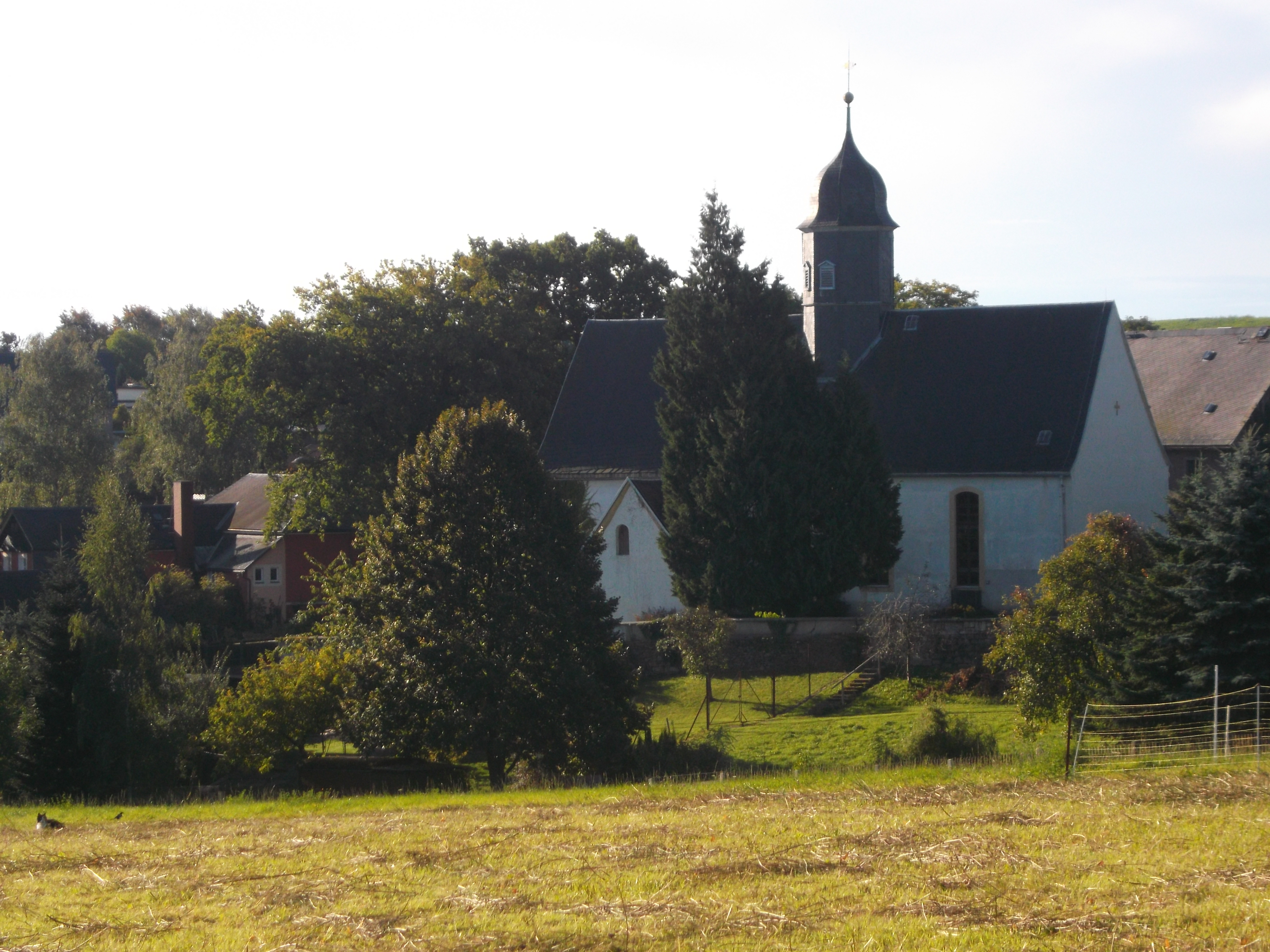
Seitenansicht

Aus der Frühphase der Kirche haben sich der mit romanischen Ornamenten verzierte Taufstein sowie spätgotische Fresken aus dem 15. Jahrhundert an den Kirchenschiffinnenwänden erhalten. Der Chorraum wird durch einen mächtigen Chorbogen vom Kirchenschiff getrennt. Die im Chorraum erhaltene Jahreszahl 1451 gilt als Zeitpunkt, in dem der Kurfürst von Sachsen den Bau in seinen heutigen Zustand versetzen ließ. Es ist anzunehmen, dass der Taufstein und die spätgotischen Fresken, die Bilder aus dem Leben Jesu Christi zeigen, in dieser Zeit entstanden, die einen Jesus am Kreuz mit der Heiligen Lanze und Stephaton zeigen. Vergleichbare Fresken finden sich in der Kirche Döbra bei Liebstadt, ein vergleichbarer Taufstein mit denselben Ornamenten findet sich in der Stadtkirche Glashütte (Sachsen) und in Höckendorf.

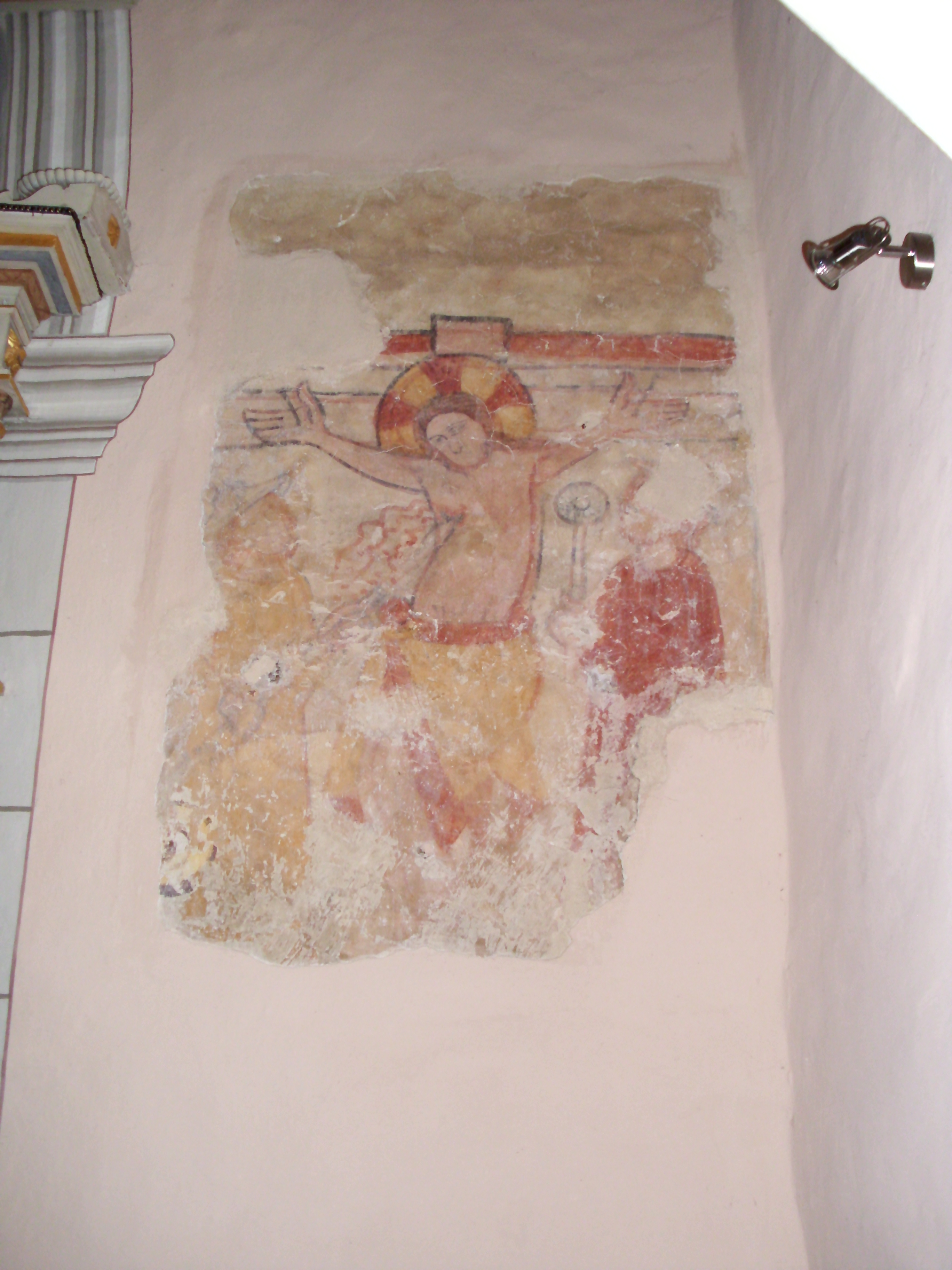
Fresko

Der Flügelaltar trägt die Jahreszahl 1518 und wurde vom Dippoldiswalder (Ratsherr 1508–1534) Künstler, Jorge Moler geschaffen, welcher auch die Altäre mit dem gleichen Eichenwerk auf Goldgrundmuster der Kirchen St. Nikolai (Oberbobritzsch), Hennersdorf und St. Nikolai (Dippoldiswalde) fertigte, die Schnitzfiguren fertigte der Meister der Freiberger Domapostel, der Altaraufsatz ist eines jüngeren Datums. 
Die Schwester des Vorwerksbesitzers Heinrich von Miltitz in Malter, Maria von Miltitz, wurde 1593 in einer Gruft im Altarraum begraben. Im Jahre 1639 sollen Teile der Kirche im Dreißigjährigen Krieg durch die schwedischen Truppen in Brand gesteckt worden sein, im Kirchenbuch von Seifersdorf ist kein Beleg dazu niedergeschrieben, 3 Personen aus Malter, 2 Personen aus Seifersdorf, eine Person aus Seifen, und eine Person aus Spechtritz sind bei dem Stadtbrand von Rabenau am 17. April 1639 um das Leben gekommen.
Die Kanzel, mit den Bildern der vier Evangelisten und reichem Schnitzwerk verziert, ist um 1600 angebracht und im Stil der Renaissance von einem Künstler aus dem Raum Dippoldiswalde geschaffen worden, der auch die Kanzeln der Kirche in Höckendorf und Kirche St. Egidien Rabenau fertigte. Der Taufsteindeckel mit seinem Schnitzwerk stammt aus 1749, die Taufwanne von 1743. In der Kirche existiert unter anderem das Bild des Pfarrers Carl Gotthelf Hardtmann aus dem Jahre 1838, dessen Grab sich rechts neben dem Eingang befindet. Zwei im Jahre 1850 gestiftete Kronleuchter schmücken und beleuchten das Innere.
In den Jahren 1868–1871 erfolgte das Anbringen neuer Deckenbilder und der Einbau einer neuen Orgel durch den Dippoldiswalder Orgelbaumeister Karl Traugott Stöckel, der seine Instrumente entgegen dem Trend seiner Zeit im Wesentlichen angelehnt an die Orgelbaukunst der Barockzeit baute. Sie hat 16 Register, 2 Manuale und eine mechanische Traktur.
Die mechanische Kirchturmuhr schuf F. Räder im Jahre 1834. Einst zeigte eine Sonnenuhr an der Außenwand der Kirche die Zeiten an. Die Eingangshallen besitzen je eine Eingangstür, in der hinteren Halle ein schlichter Rahmen mit Rundbogen und aufgesetzten Steinkrenz mit umlaufenden Steinkrenz, in der vorderen Halle ein hervorgehobener Rahmen mit aufgesetzten Steinkreuz mit Efeubild.

## Geläut
Das Glockengeläut besteht aus einer kleinen, mittleren und großen Bronzeglocke, die im Jahre 2003 gegossen wurden und im selben Jahr nach Erneuerung des Glockenturmgebälks geweiht wurden. Bereits um das Jahr 1500 wurde der Kirche eine kleine Glocke geweiht, dieser folgten eine mittlere und große Bronzeglocke die der Dresdner Glockengießer Michael Weinhold in den Jahren 1697 und 1724 schuf. Beide größere älteren Glocken wurden im Ersten Weltkrieg eingeschmolzen, die älteste fand ihren Platz in einer anderen Kirche. Drei am 24. Juni 1922 geweihte Glocken der Firma Bruno Pietzel& Co wurden im Zweiten Weltkrieg eingeschmolzen, im Jahre 1948 folgten drei Eisenglocken, die 2003 ausgedient waren.
Das heutige Geläut besteht aus drei Bronzeglocken, der Glockenstuhl wurde 2003 erneuert und ist aus Eichenholz gefertigt.
Im Folgenden eine Datenübersicht des Geläutes:
| Nr. | Gussdatum | Gießer                    | Durchmesser | Masse  | Schlagton |
| --- | --------- | ------------------------- | ----------- | ------ | --------- |
| 1   | 2003      | Glockengießerei R. Perner | 833 mm      | 389 kg | b′        |
| 2   | 2003      | Glockengießerei R. Perner | 720 mm      | 253 kg | des″      |
| 3   | 2003      | Glockengießerei R. Perner | 676 mm      | 223 kg | es″       |

## Friedhof und Pfarrhof
Um die Kirche herum besteht der alte Kirchhof mit dem um 1884 erbauten Kirchhofeisentoren, der Gemeindefriedhof. Hier steht das Kriegerdenkmal gefertigt von den Dippoldiswalder Bildhauern Gebrüder Gönnert aus dem Jahre 1921 für die Bewohner des Ortes, die im Ersten Weltkrieg gefallen sind. Vor der Kirche am Kirchhoftore steht die Luthergedenkeiche, die zum 300. Todestag von Martin Luther 1846 und die Gegenüber stehende Luthertaufeiche, die zum 400 Tauftag von Martin Luther 1883 gepflanzt wurde. Gegenüber der Kirche steht das Pfarrhaus von 1848, daneben das im Jahre 1892 errichtete Pächterhaus und das Knechthaus mit der Scheune aus dem Jahre 1817. Diese Gebäude bilden das Gemeindezentrum.